# 464 Megaira
464 Megaira eller 1901 FVär en asteroid i huvudbältet, som upptäcktes 9 januari 1901 av den tyske astronomen Max Wolf i Heidelberg. Den är uppkallad efter Megära i den grekiska mytologin.
Asteroiden har en diameter på ungefär 77 kilometer.